# Henry Fox-Strangways, V conte di Ilchester
Henry Edward Fox-Strangways, V conte di Ilchester (13 febbraio 1847 – 6 dicembre 1905) è stato un nobile e politico inglese.

## Biografia
Era il figlio di John Fox-Strangways, figlio di Henry Fox-Strangways, II conte di Ilchester. Sua madre era Amelia Marjoribanks, figlia di Edward Marjoribanks. Nel 1874 ereditò la tenuta di Holland House a Londra dal suo lontano cugino, il Barone Holland. Frequentò l'Eton College e al Christ Church di Oxford.

## Carriera
Lord Ilchester succedette a suo zio nella contea di Ilchester nel 1865 e fu in grado di prendere il suo posto nella Camera dei lord per il suo 21º compleanno nel 1868. Nel gennaio 1874, fu nominato Capitano del Gentlemen-at-Arms sotto l'amministrazione liberale di William Ewart Gladstone, un incarico che mantenne fino a quando il governo non cadde. Fu ammesso al Consiglio Privato nel febbraio di quell'anno. Lord Ilchester servì come Lord luogotenente del Dorset (1885-1905).

## Matrimonio
Sposò, l'8 febbraio 1872, Lady Mary Dawson (1852-25 ottobre 1935), figlia di Richard Dawson, I conte di Dartrey. Ebbero tre figli:
- Giles Fox-Strangways, VI conte di Ilchester (31 maggio 1874-29 ottobre 1959);
- Lady Muriel Augusta Fox-Strangways (23 novembre 1876-7 gennaio 1920), sposò George Hugh Digby, non ebbero figli;
- Denzil Vesey Fox-Strangways (26 febbraio 1879-7 marzo 1901).

## Morte
Morì il 6 dicembre 1905 e fu sepolto a Melbury Osmond, nel Dorset.